# Cratone dell'Africa occidentale

Localizzazione e composizione del cratone dell'Africa occidentale

Il cratone dell'Africa occidentale è una dei cinque cratoni del basamento cristallino precambriano dell'Africa che costituiscono la placca africana; gli altri cratoni sono: Cratone del Kalahari, Cratone del Congo, Metacratone del Sahara e Cratone della Tanzania.
Queste masse di terra si unirono verso la fine del Precambriano e l'inizio del Paleozoico andando a formare il continente africano. L'attività vulcanica sul margine del cratone può aver contribuito ad un importante evento di riscaldamento globale.

## Localizzazione e composizione
Il cratone sembra essersi formato dall'unione di tre cratoni dell'Archeano: Leo-Man-Ghana, Taoudeni e Reguibat. I primi due si agganciarono tra loro circa 2,1 miliardi di anni fa, mentre il cratone di Reguibat si agganciò attorno a 2 miliardi di anni fa. Le radici del cratone risultante si estendono fino a una profondità di oltre 300 km nel mantello della litosfera sub-continentale.
Il cratone si estende dalle montagne dell'Anti Atlante nel Marocco fino al Golfo di Guinea, ed è delimitato da cinture mobili di rocce molto più giovani a nord, est e ovest. Le rocce più antiche si sono metamorfizzate tra 2,9 e 2,5 miliardi di anni fa. Nel Sahara sono per lo più ricoperte da più recenti sedimenti del Fanerozoico.
Più a sud, rocce più giovani di origine vulcanica e sedimentaria affiorano in Ghana, Costa d'Avorio e Sierra Leone, circondate da sedimenti ancora più recenti depositatisi nel Precambriano.
Il cratone dell'Africa occidentale si trova al di sotto degli attuali stati di Marocco, Algeria, Mauritania, Senegal, Gambia, Guinea-Bissau, Guinea, Mali, Burkina Faso, Sierra Leone, Liberia, Costa d'Avorio, Ghana, Togo e Benin.